# سیارک ۴۹۷۳
سیارک ۴۹۷۳ (به انگلیسی: 4973 Showa، نامگذاری:1990FT) چهار هزار و نهصد و هفتاد و سومین سیارک کشف شده‌است که در ۱۸ مارس ۱۹۹۰ کشف شد.
قدر مطلق سیارک برابر ۱۱٫۳۰ است.